# 정만석 선생 묘
정만석 선생 묘는 대한민국 경기도 포천시 가산면 가산리에 있다. 1986년 4월 9일 포천시의 향토유적 제14호로 지정되었다.

## 개요
조선후기 문신 정만석의 묘이다.

## 같이 보기
- 정만석